# Legge degli affitti e prestiti

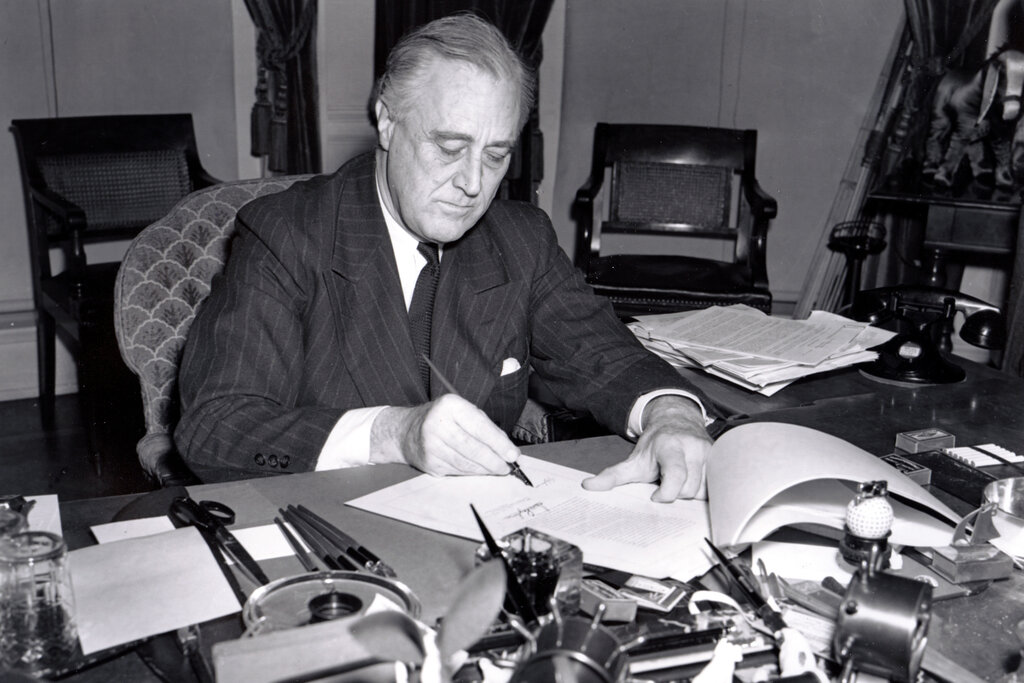
Il presidente Franklin D. Roosevelt mentre firma H.R. 1776, il Lend-Lease Act, per fornire aiuti al Regno Unito

La legge degli affitti e prestiti (in inglese Lend-Lease Act) fu una misura legislativa che permise agli Stati Uniti di fornire a Regno Unito, Unione Sovietica, Francia, Cina e altri Paesi alleati grandi quantità di materiali bellici senza esigere l'immediato pagamento durante la seconda guerra mondiale tra il 1941 e il 1945. Nel periodo precedente, infatti, le esportazioni di materiali bellici dagli Stati Uniti erano soggette alle norme delle Leggi di neutralità del 1937 e del 1939 che richiedevano obbligatoriamente il pagamento alla consegna e il trasporto su naviglio mercantile del compratore (il cosiddetto "Cash & Carry").
Il programma ebbe inizio nel marzo 1941, ossia nove mesi prima dell'attacco a Pearl Harbor e terminò con la resa del Giappone, il 2 settembre 1945. Fu riattivato durante l'amministrazione Biden, il 29 aprile 2022, con lo scopo di fornire materiale bellico all'Ucraina, per fronteggiare l'invasione Russa.
Il Lend-Lease Act venne approvato l'11 marzo 1941 e consentiva al Presidente degli Stati Uniti di «...vendere, trasferire il possesso, scambiare, affittare, prestare, o disporre in altra maniera, a ognuno dei governi [la cui difesa è ritenuta vitale per la difesa degli Stati Uniti stessi dal Presidente] qualsiasi articolo da difesa.»  L'atto fu firmato da Franklin D. Roosevelt che approvò 1 miliardo di dollari US in aiuti Lend-Lease per il Regno Unito a fine ottobre 1941.

## Il periodo bellico

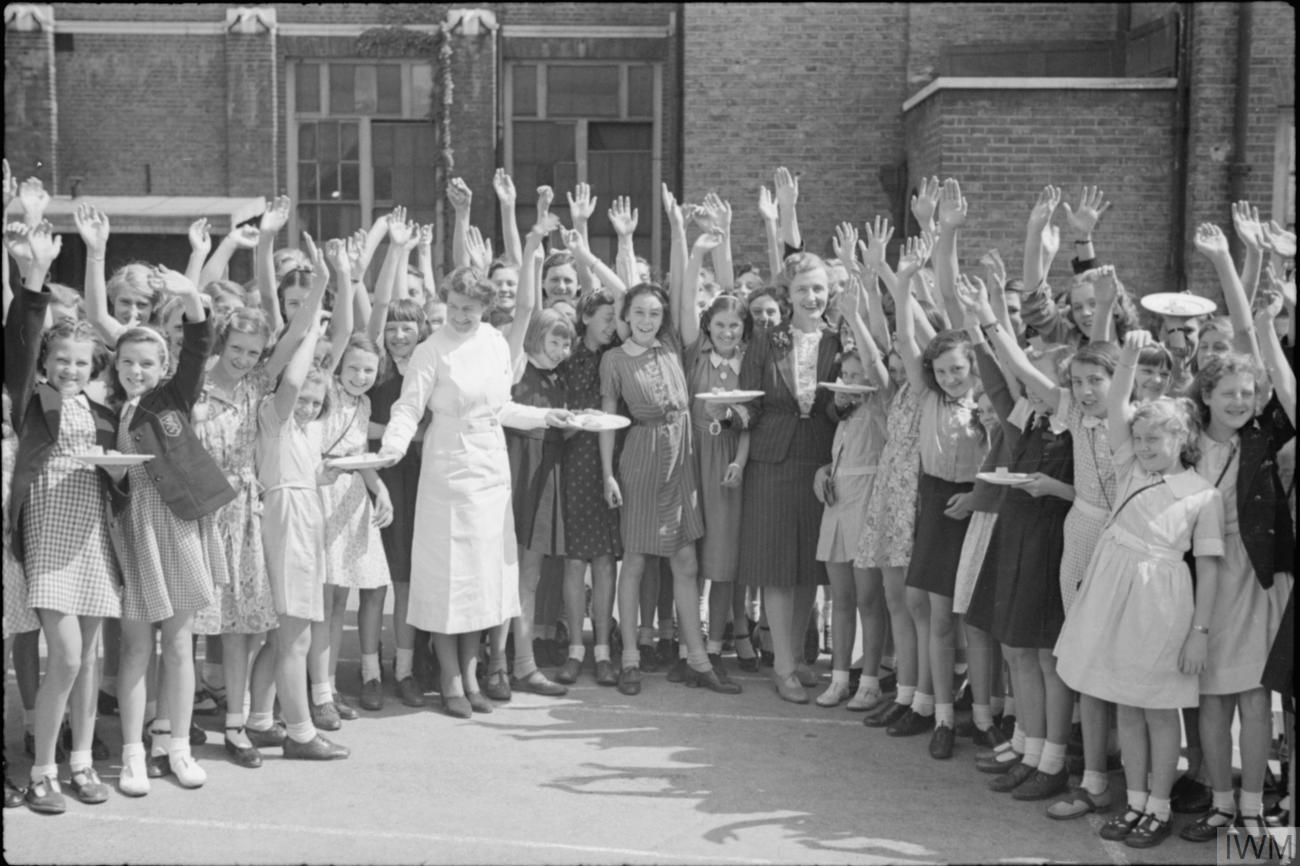
Aiuti alimentari dagli Stati Uniti: alcuni alunni britannici salutano la fotocamera mentre ricevono piatti di pancetta e uova.

La legge fu importante per la vittoria finale alleata nella seconda guerra mondiale e particolarmente nel corso dei nove mesi successivi alla sua firma, periodo nel quale  gli Stati Uniti non erano ancora direttamente coinvolti nel conflitto. Infatti, fino all'attacco di Pearl Harbor, l'intero peso del conflitto gravava sulle spalle del Commonwealth e, dal giugno 1941, dell'Unione Sovietica. Tuttavia anche dopo l'ingresso degli Stati Uniti in guerra, nel dicembre 1941, la preparazione delle Forze Armate statunitensi (arruolamento, riarmo, addestramento e trasporto delle truppe in zona di guerra) richiese del tempo e il peso del conflitto nel 1942 e per parte del 1943 gravò soprattutto sulle altre nazioni alleate: il flusso di equipaggiamenti militari mediante il Lend-Lease rappresentò una parte importante del loro successo.
L'importanza del Lend-Lease si evince anche dalle affermazioni di Nikita Sergeevič Chruščëv che scrisse nel suo libro Memorie di Nikita Sergeevič Chruščëv - commissario 1918-1945, che discutendo con Stalin, questo gli disse: " ... se gli Stati Uniti non ci avessero aiutato, non avremmo vinto la guerra. Se avessimo dovuto combattere contro la Germania nazista uno contro uno, non avremmo potuto resistere alla pressione della Germania e avremmo perso la guerra."
Anche quando gli statunitensi raggiunsero la piena forza militare in Europa e nel Pacifico, il Lend-Lease continuò. Alcune nazioni belligeranti erano oramai autosufficienti dal punto di vista di materiali di prima linea (come carri armati o aerei da caccia), ma il Lend-Lease forniva comunque un supplemento prezioso per quanto riguarda altre categorie di equipaggiamenti, non solo bellici ma anche logistici (inclusi camion, jeep, navi da sbarco e soprattutto l'aereo da trasporto Douglas C-47).
Se si considerano le distorsioni provocate dall'economia di guerra, l'importanza di questi aiuti assunse un ruolo di primo piano: lo sforzo produttivo dei Paesi belligeranti aveva infatti cancellato gran parte dei prodotti considerati non essenziali, visto l'impegno prioritario nel realizzare armamenti di prima linea. Per fare un esempio, l'URSS era fortemente dipendente dal trasporto ferroviario ma la crescita della produzione di armamenti comportò la riduzione a sole venti nuove unità dell'intera produzione di locomotive nel periodo della guerra. In questo contesto, la fornitura di 1 981 locomotive di produzione statunitense ebbe un peso decisivo. Analogamente, l'aeronautica militare sovietica beneficiava del rifornimento di benzina statunitense ad alto numero di ottano, indispensabile per le operazioni aeree.

## Prestito e rimborso
Un totale di 50,1 miliardi di dollari in materiali bellici fu fornito dagli Stati Uniti agli Alleati:
- 31,4 miliardi al Regno Unito;
- 11,3 miliardi all'Unione Sovietica;
- 3,2 miliardi alla Francia;
- 1,6 miliardi alla Cina;
- 2,6 miliardi agli altri alleati.

Da notare che non ci fu un programma di aiuti statunitensi per il Canada, che al contrario ne aveva uno simile che fornì beni per 4,7 miliardi di dollari al Regno Unito e all'Unione Sovietica.
Una quantità molto grande di materiali bellici erano ancora situati o in transito nel Regno Unito quando la resa del Giappone pose termine al Lend-Lease il 2 settembre 1945. Questo equipaggiamento fu venduto per un valore pari a circa il 10% del prezzo originario, pagabile in 50 anni al 2% di interesse. Il debito era inizialmente di 1 075 milioni di sterline. La somma fu finalmente fissata a 42,5 milioni di sterline da restituire entro il 31 dicembre 2006 (la data fu spostata in varie occasioni) e terminata di pagare il 29 dicembre 2006.
Secondo gli accordi con l'URSS per il Lend-Lease, tutti i sistemi di armamento dovevano essere restituiti agli USA alla fine delle ostilità, oppure distrutti sotto supervisione statunitense. Un gran numero di aeromobili fu così distrutto. Numerosi mezzi navali furono invece restituiti agli Stati Uniti negli ultimi anni quaranta.